# Hyllisia antennata
Hyllisia antennata là một loài bọ cánh cứng trong họ Cerambycidae.